# Route européenne 007
Ne doit pas être confondu avec la route européenne 7, située en France et en Espagne.
La route européenne 007 de classe B est une route reliant Tachkent, capitale de l'Ouzbékistan, à Irkeshtam (en), à la frontière sino-kirghize.

## Itinéraire

### Ouzbékistan
- Tachkent
- Kokand
- Andijan

### Kirghizistan
- Osh
- Sary-Tash (en)
- Irkeshtam (en) (frontière avec la région autonome chinoise du Xinjiang).